# Hellmut Wollenweber
Hellmut Ernst Eugen Wollenweber (* 26. März 1903 in Bonn; † 1976) war ein deutscher Agrar- und Wirtschaftswissenschaftler.

## Familie
Hellmut Wollenwebers Vater war nach Judith Syga-Dubois in Bonn Arzt und Sanitätsrat.:426

## Wissenschaftliche Vita
Wollenweber studierte von 1922 bis 1925 in Bonn, München, Berlin, Königsberg und Rostock. Einer Tätigkeit beim Siedlungsverband Ruhrkohlenbezirk schloss sich im März 1927 die erste Promotion (Dr. agr.) an. Der Titel seiner an der Landwirtschaftlichen Hochschule in Bonn-Poppelsdorf eingereichten Dissertationsschrift lautete: Aufgabe und Tätigkeit des Siedlungsverbandes Ruhrkohlenbezirk. Nach einer „praktischen Betätigung im ostpreussischen Siedlungswerk“ (bis 1928) wurde Wollenweber 1929 an der Universität Königsberg zum Dr. rer. pol promoviert; ein Jahr später folgte die Habilitation.

Nach Ulrich Planck wurde Wollenweber vor allem durch Johann Heinrich von Thünen, Theodor Brinkmann, Eugen Rosenstock-Huessy und Friedrich von Gottl-Ottlilienfeld beeinflusst. Nach Planck wurde Wollenweber Assistent von Hans-Jürgen Seraphim in Rostock. Ulrich Planck zu dieser Zeit: 
„Unter dem Aspekt der Siedlung widmeten sich 1930-33 Hans-Jürgen Seraphim und dessen Mitarbeiter Hellmut Wollenweber, Norbert Ley  und der Soziologe Hans Weigmann dem Landarbeiterproblem, wobei allerdings – wie bei der Landarbeiterforschung unter Richard Ehrenberg – der einzelne Betrieb und die einzelne Familie Forschungsgegenstand waren und nicht das soziale System des Dorfes.“ 
Die Rockefeller Foundation (RF) ermöglichte Wollenweber ab der zweiten Jahreshälfte 1933 – trotz seiner erkennbaren Nähe zur NSDAP, aber wegen seiner wissenschaftlichen Qualitäten – einen einjährigen Forschungsaufenthalt in den USA. Als Forschungsthema gab er „economics of land settlement“ in Kanada und den USA an.:619f. Judith Syga-Dubois urteilt dazu: „Während die RF wissenschaftliche Ergebnisse seiner Stipendienzeit nicht erkennen konnte, hatte der Amerikaaufenthalt für die Festigung Wollenwebers persönlicher Überzeugungen eine große Bedeutung.“:622
In der zweiten Jahreshälfte 1934 kehrte Wollenweber auf seine Assistentenstelle in Rostock zurück. Ab 1935 war Wollenweber zunächst als Privatdozent an der Wirtschaftshochschule Berlin, ab 1937 als außerordentlicher Professor für Volkswirtschaft und Agrarpolitik an der Berliner Universität tätig. 1936 war er Leiter der Hochschularbeitsgemeinschaft für Raumforschung an der Wirtschaftshochschule geworden. Er war Mitglied des NS-Dozentenbundes.
Von 1942 bis 1945 lehrte Wollenweber als Professor in Graz (siehe auch Stella Seeberg). Nach dem Zweiten Weltkrieg unterrichtete Wollenweber an der Bauernhochschule in Fredeburg. 1950 wurde er zum außerordentlichen Professor der landwirtschaftlichen Fakultät der Universität Bonn ernannt.:652 1962–1968 war er Professor für ländliche Soziologie und Agrargeschichte in Bonn. Gründungsmitglied der Bonner Forschungsgesellschaft für Agrarsoziologie und Agrarpolitik e.V.

## Schriften
- Aufgabe und Tätigkeit des Siedlungsverbandes Ruhrkohlenbezirk. Diss., Bonn 1927.
- Ländliche Siedlung und Bevölkerung. Ein siedlungsstatistischer Baustein zur Klärung der Frage nach der Siedlungs-Auswirkung, Parey, Berlin 1931.
- Siedlungsträger und optimaler Siedlungseffekt. Eine statistische Analyse der Voraussetzungen optimaler Viehhaltung in Siedlungsgebieten, Parey, Berlin 1932.
- mit Hans-Jürgen Seraphim: Siedlungstempo und Siedlungserfolg. Ergebnisse einer Studienreise durch Lettland, Parey, Berlin 1933.
- Wirtschaft und Persönlichkeit im deutschen Lebenskampf, Junker u. Dünnhaupt, Berlin 1943.
- (mit Ferdie Deering): USDA: das Landwirtschaftsministerium der Vereinigten Staaten von Nordamerika; der Manager der amerikanischen Landwirtschaft. Stuttgart: Ulmer, 1945
- mit Ulrich Planck: Die Lebenslage der westdeutschen Land-Jugend, 2 Bde., Juventa, München 1956.